# 比约恩·格尔森
比约恩·格尔森（德語：Björn Gehlsen，20世纪—），德国前男子赛艇运动员。他曾代表西德参加世界赛艇锦标赛，获得一枚金牌和一枚银牌，均来自轻量级项目。